# Тригуб Петро Микитович

Тригуб Петро Микитович

Петро Микитович Тригу́б (27 червня 1935, с. Коломак, Харківська область — 26 грудня 2016, Миколаїв) — Доктор історичних наук, професор. Член правління Миколаївської обласної організації Національної спілки краєзнавців України, професор кафедри міжнародних відносин та зовнішньої політики Чорноморського державного університету імені Петра Могили (до 2012 року — завідувач), член-кореспондент Української Академії історичних наук (з 1999 року).

## Біографія
Народився 27 червня 1935 року на Слобожанщині, в старовинному селі Коломак Харківської області. Батько, Тригуб Микита Степанович, і мати, Шинкаренко Орина Омелянівна, були родом з Остерського повіту на Чернігівщині.
Навчався Петро Микитович у Коломацькій школі тільки на «відмінно», одержував похвальні грамоти, брав участь у позакласній роботі.
У 1953–1958 рр. Петро Микитович — студент історичного факультету Харківського державного університету. Уже в ті роки він брав участь у наукових конференціях, був головою студентського наукового товариства на факультеті.
У 1957 році з'явилася його перша наукова праця «Жовтневі дні у Харкові», яка засвідчила інтерес до буремних 1917–1920 рр.
Захистивши на «відмінно» дипломну роботу «Відбудова народного господарства на Харківщині (1921—1925 рр.)» та склавши іспити з історії КПРС та історії СРСР, Тригуб одержав диплом з відзнакою.
У серпні того ж року Тригуб поїхав у Сталіно на постійне місце роботи вчителем історії у Краснінську середню школу Допропільського району. Краснінська (нині Новоторецька) середня школа стала тією кузнею, де гартувався молодий педагог. Крім історіх довелося бути вчителем біології, завучем, керувати хоровим гуртком.
З 1963 року — директор Мельниківської середьної школи.
У 1968 році Петро Тригуб стає аспірантом Харківського державного університету.
У 1971 році був обраний старшим викладачем Полтавського державного педагогічного університету ім. В. Г. Короленка, а вже в 1972 році захистив дисертацію, одержав диплом кандидата історичних наук і приступив до збору матеріалів для докторіської дисертації.
З 1974 року — декан історичного факультету, а в 1976 році отримав вчене звання доцента. До того часу вже було надруковано близько 30 наукових праць, зібрано значний документальний матеріал.
Прийшовши у 1982 році на роботу до Миколаївського педінституту, де очолив кафедру історії СРСР і УРСР, Тригуб Петро Микитович активно взявся за розбудову краєзнавчого руху. Цьому сприяло проведення низки всеукраїнських конференцій, у тому числі з питань краєзнавства, декілька регіональних та міжвузівських конференцій. Перша така конференція відбулася у 1988 році з проблеми «БІографії робітників революціонерів». Другу масштабну конференцію під керівництвом П. Тригуба провели у жовтні 1989 році до 200-річчя Миколаєва.
У 1988 р. у спеціалізованій вченій раді Київського державного університету П. М. Тригуб захистив докторську дисертацію на тему «Ради України в період громадянської війни та інтервенції (листопад 1918 — грудень 1920 рр.)»
Співпраця з Інститутом історії продовжувалася, у 1992 році разом з В. Г. Сарбеєм Тригуб провів конференцію з актуальних проблем національно-визвольного руху в Україні (до 1917 р.). Звичайно, як один з провідних краєзнавців Петро Микитович брав участь у всіх наступних краєзнавчих конференціях: Кам'янці-Подільському (1991 р.), Луцьку (1993 р.), Черкасах (1995 р.), Харкові (1997 р.), Дніпропетровську (1999 р.), Донецьку (2001 р.), Хмельницькому (2004 р.). В цей час він опублікував значну кількість робіт, присвячених краєзнавчій тематиці Миколаївщини.
У 1991 році П. Т. Тронько виступив ініціатором створення Всеукраїнської спілки краєзнавців. П. Тригубу він доручив створити Миколаївське відділення цієї спілки. У травні була проведена установча конференція, обрано правління, головою цього правління було обрано Петра Микитовича.
З 1997 року П. М. Тригуб — завідувач кафедри історії та філософії Миколаївської філії Національного університету «Києво-Могилянська академія».
Одночасно він професор кафедри історії України МДПУ, керує Миколаївським регіональним центром Інституту історії України НАН України з проблем Нижнього Подніпров'я та Побужжя, редагує «Наукові праці» МФНаУКМА з історичних наук, і надалі очолює Миколаївське обласне відділення Всеукраїнської спілки краєзнавців.

## Нагороди
За значний особистий внесок у розвиток освіти України, вагомі трудові досягнення, високий професіоналізм у 1993 р. Тригубу П. М. присвоєно почесне звання «Заслужений працівник народної освіти України» та нагороду «Відмінник освіти України» З 1999 року Петро Микитович — член-кореспондент Української Академії історичних наук. Кавалер ордену «За заслуги» ІІІ ступеню (2007). Заслужений краєзнавець України (2010).

## Наукові праці
Автор близько 150 наукових і методичних робіт, серед яких:
- Провідний вектор зовнішньої політики України: До виходу Ігоря Тодорова "Україна на шляху до європейської та євроатлантичної спільноти. — Донецьк, 2006. — 268 с.
- Дипломатичне та консульське право (методичний посібник). — Миколаїв: «Іліон», 2008. — 132 с.
- Законодавче регулювання поземельних відносин у Правобережній Україні (1793—1886): Монографія. — К.: вид-во НАДУ. — 2007. — 422 с.
- До питання про основні напрями зовнішньополітичної діяльності українських національних урядів періоду національно-визвольних змагань 1917—1921 рр. — МДГУ ім. Петра Могили. Наукові праці. — Т. 76. Серія історична. — Вип.63. — Миколаїв: Вид-во МДГУ ім. Петра Могили, 2008. — С. 60-64.
- Палестинська проблема та шляхи її вирішення. — МДГУ ім. Петра Могили. Наукові праці. — Т.88. Серія історична. — Вип.75 — Миколаїв: Вид-во МДГУ ім. Петра Могили, 2008. — С. 95-101.
- Актуальне дослідження з аграрної історії України (до виходу в світ книги О. С. Борисевича. — Миколаїв: Вид-во ЧДУ ім. Петра Могили, 2010. — 60-64 с.
- Тригуб П. М. Питання європейської та євроатлантичної інтеграції України в період світової економічної кризи (2008—2010 рр.) // Чорноморський літопис. Т.1 — Миколаїв: Вид-во ЧДУ ім. Петра Могили, 2010. — С. 7-64.
- Тригуб П. М. Історія міжнародних відносин: 1789—1918: Навчальний посібник. — Миколаїв: Вид-во ЧДУ ім. Петра Могили, 2010. — 382 с.